# Qaiku
Qaiku était un service de microblogage comparable à Twitter. Il permettait aux utilisateurs de poster de courts messages avec des photos que d'autres pouvaient ensuite commenter. En comparaison avec Twitter, Qaiku est conçu dès l'origine comme multilingue. Il a été fermé le 15 octobre 2012.

## Histoire
Qaiku a été développé en 2009 par Rohea pour remplacer progressivement Jaiku, considéré comme stagnant depuis son acquisition par Google le 9 octobre 2007. Le site a été lancé le 9 mars 2009 pour une audience initialement finlandaise.  Plus tard, la société finlandaise Midgard Nemein a rejoint le projet. 
Le 29 juillet 2009, la traduction du site a été ouverte aux contributeurs externes afin de renforcer l'attrait multilingue du site. En septembre 2009, l’équipe Qaiku a annoncé qu’une version de Qaiku destinée au micro-blogging organisationnel serait fournie sous forme de logiciel et de service. Le 7 octobre 2009, Qaiku ouvre des versions italienne et polonaise. 
Le 21 septembre 2012, Qaiku a annoncé sa fermeture le 15 octobre 2012 pour diverses raisons. 

## Logiciel
Qaiku était un site Web construit sur le système de gestion de contenu Midgard. Il fournit à la fois une vue optimisée pour les navigateurs de bureau et une interface pour les navigateurs mobiles.